# Teufelsberg (Altomünster)
Teufelsberg ist ein Gemeindeteil von Altomünster im oberbayerischen Landkreis Dachau. Am 1. Mai 1978 kam die Einöde Teufelsberg als Ortsteil von Thalhausen zu Altomünster.
Der Ort wird erstmals zwischen 1171 und 1182 als „Tuuilhartsperge“ in einer Urkunde des Klosters Scheyern genannt.